# DFK Dainava
DFK Dainava, celým názvem Dzūkijos futbolo klubas Dainava, je litevský fotbalový klub z města Alytus. Klubové barvy jsou tmavě modré a červené. Založen byl v roce 2016.

## Úspěchy
- Pirma lyga (D2)
  - 1. místo (1x): 2022
  - 2. místo (1x): 2018

## Sezóny
| Sezóny | Div. | Liga       | Misto | Zdroje |        |
| ------ | ---- | ---------- | ----- | ------ | ------ |
| 2016   | 2.   | Pirma lyga | 9.    | [ 1 ]  |        |
| 2017   | 2.   | Pirma lyga | 4.    | [ 2 ]  |        |
| 2018   | 2.   | Pirma lyga | 2.    | [ 3 ]  |        |
| 2019   | 2.   | Pirma lyga | 4.    | [ 4 ]  |        |
| 2020   | 2.   | Pirma lyga | 6.    | [ 5 ]  | Postup |
| 2021   | 1.   | A lyga     | 9.    | [ 6 ]  | Sestup |
| 2022   | 2.   | Pirma lyga | 1.    | [ 7 ]  |        |
| 2023   | 1.   | A lyga     | 8.    | [ 8 ]  |        |
| 2024   | 1.   | A lyga     | 4.    | [ 9 ]  |        |
| 2025   | 1.   | A lyga     | .     | [ 10 ] |        |

## Soupiska
Aktuální k 1. 3. 2025
| Číslo |          | Pozice | Hráč                                |
| ----- | -------- | ------ | ----------------------------------- |
|       | Gruzie   | O      | Nikoloz Chikovani (z FK Liepaja) ✔️ |
| 6     | Litva    | Z      | Renatas Banevičius                  |
| 7     | Ukrajina | Ú      | Artem Baftalovskyi                  |
| 24    | Litva    | O      | Naglis Paliušis                     |

| Číslo |       | Pozice | Hráč                |
| ----- | ----- | ------ | ------------------- |
| 29    | Litva | Z      | Gustas Zabita       |
| 30    | Litva | O      | Oskaras Lukošiūnas  |
| 77    | Litva | B      | Airidas Mickevičius |

## Bývalí trenéři
- Ričardas Grigaliūnas (2016);
- Darius Gvildys (2016–2017);
- Donatas Vencevičius (2018);
- Kim Rønningstad (2019) [11]
- Łukasz Hass (2020);
- Fabio Mazzone (2020–2021)[12]
- Tomas Ražanauskas (2021)
- Matthiew Silva (2022)[13]
- Siarhei Kuznetsov (2022-2025)